# Núcleo (cometa)

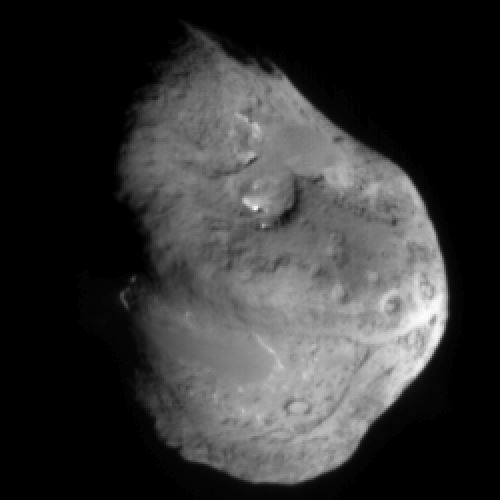
El núcleo del cometa 9P/Tempel 1

El núcleo es la parte central sólida de un cometa, antiguamente denominada bola de nieve sucia o bola de tierra helada. El núcleo de un cometa está compuesto de roca, polvo y gases congelados. Cuando son calentados por el Sol, los gases se subliman y producen una atmósfera que rodea el núcleo conocida como coma. La fuerza ejercida sobre la coma por la presión de la radiación solar y el viento solar provoca la formación de una enorme cola que apunta en dirección opuesta al Sol. El núcleo de un cometa típico tiene un albedo de 0,04. Es más negro que el carbón y puede deberse a una capa de polvo.
Los resultados de las naves espaciales Rosetta y Philae muestran que el núcleo de 67P/Churyumov-Gerasimenko no tiene campo magnético, lo que sugiere que el magnetismo puede no haber desempeñado un papel en la formación temprana de los planetesimales. Además, el espectrógrafo ALICE de Rosetta determinó que los electrones (dentro de 1 km encima del núcleo del cometa) producidos a partir de la fotoionización de moléculas de agua por la radiación solar, y no los fotones del Sol como se pensaba antes, son responsables de la degradación de las moléculas de agua y dióxido de carbono liberadas desde el núcleo del cometa hacia su coma. El 30 de julio de 2015, los científicos informaron que la nave espacial Philae, que aterrizó en el cometa 67P/Churyumov-Gerasimenko en noviembre de 2014, detectó al menos 16 compuestos orgánicos, de los cuales cuatro (entre ellos acetamida, acetona, isocianato de metilo y propanal) fueron detectados por primera vez en un cometa.

## Paradigma
Los núcleos de cometas, de entre ~1 km hasta varias decenas de kilómetros, no podían ser resueltos con telescopios. Incluso los telescopios gigantes actuales darían sólo unos pocos píxeles en el objetivo, suponiendo que los núcleos no estuvieran oscurecidos por comas (colas o estelas), cuando estuvieran cerca de la Tierra. Había que deducir una comprensión del núcleo frente al fenómeno de la coma a partir de múltiples líneas de evidencia.

### "Banco de arena volador"
El modelo del "banco de arena volador", propuesto por primera vez a finales del siglo XIX, postula un cometa como un enjambre de cuerpos, no como un objeto discreto en absoluto. La actividad es la pérdida tanto de volátiles como de miembros de la población. Este modelo fue defendido a mediados de siglo por Raymond Arthur Lyttleton, junto con un origen. A medida que el Sol atravesaba la nebulosidad interestelar, el material se acumulaba en remolinos de estela. Algunas se perderían, pero otras permanecerían en órbitas heliocéntricas. La débil captura explica las órbitas largas, excéntricas e inclinadas de los cometas. Faltaban hielos per se; los volátiles se almacenaron mediante adsorción en granos.

### "Bola de nieve sucia"
A partir de la década de 1950, Fred Lawrence Whipple publicó su modelo de "conglomerado helado". Esto pronto se popularizó como "bola de nieve sucia". Las órbitas de los cometas se habían determinado con bastante precisión, pero en ocasiones los cometas se recuperaban "fuera de lo previsto", hasta por días. Los primeros cometas podrían explicarse por un "medio resistente", como "el éter", o la acción acumulativa de los meteoroides contra la parte frontal del cometa.[cita requerida] Pero los cometas podrían regresar tanto temprano como tarde. Whipple argumentó que un suave impulso de las emisiones asimétricas (ahora "fuerzas no gravitacionales") explicaba mejor la sincronización de los cometas. Esto requería que el emisor tuviera fuerza cohesiva: un núcleo único y sólido con cierta proporción de volátiles. Lyttleton continuó publicando obras de bancos de arena voladores hasta 1972. La sentencia de muerte para el banco de arena volador fue el cometa Halley. Las imágenes de Vega 2 y Giotto mostraron un solo cuerpo, emitiendo a través de una pequeña cantidad de chorros.

### "Bola de tierra helada"
Ha pasado mucho tiempo desde que los núcleos de los cometas podían imaginarse como bolas de nieve congeladas. Whipple ya había postulado una corteza y un interior separados. Antes de la aparición de Halley en 1986, parecía que una superficie de hielo expuesta tendría una vida finita, incluso después del coma. Se predijo que el núcleo de Halley sería oscuro, no brillante, debido a la destrucción/escape preferencial de gases y la retención de refractarios. El término “manto de polvo” se utiliza habitualmente desde hace más de 35 años.
Los resultados de Halley excedieron incluso estos: los cometas no sólo son oscuros, sino que se encuentran entre los objetos más oscuros del Sistema Solar Además, las estimaciones de polvo anteriores estaban muy subestimadas. Tanto los granos más finos como los guijarros más grandes aparecieron en los detectores de las naves espaciales, pero no en los telescopios terrestres. La fracción volátil también incluía sustancias orgánicas, no sólo agua y otros gases. Las proporciones polvo-hielo parecían mucho más cercanas de lo que se pensaba. Se obtuvieron densidades extremadamente bajas (0,1 a 0,5 g cm-3). Todavía se suponía que el núcleo era mayoritariamente hielo, tal vez de manera abrumadora.

### Teoría moderna
Dejando a un lado tres misiones de encuentro, Halley fue un ejemplo. Su trayectoria desfavorable también provocó breves sobrevuelos a velocidad extrema, en algún momento. Misiones más frecuentes ampliaron la muestra de objetivos, utilizando instrumentos más avanzados. Por casualidad, acontecimientos como las desintegraciones de Shoemaker-Levy 9 y Schwassmann-Wachmann 3 contribuyeron aún más a la comprensión humana.
Se confirmó que las densidades eran bastante bajas: ~0,6 g/cm³. Los cometas eran muy porosos y frágiles en microescalas y macro.
Las proporciones de refractario a hielo son mucho más altas, al menos 3:1, posiblemente ~5:1, ~6:1, o más.
Esta es una inversión total del modelo de bola de nieve sucia. El equipo científico de Rosetta ha acuñado el término "orgánicos minerales", para minerales y compuestos orgánicos con una fracción menor de hielo.
Los cometas Manx, Damocloides y asteroides activos demuestran que puede que no haya una línea brillante que separe las dos categorías de objetos.

## Origen

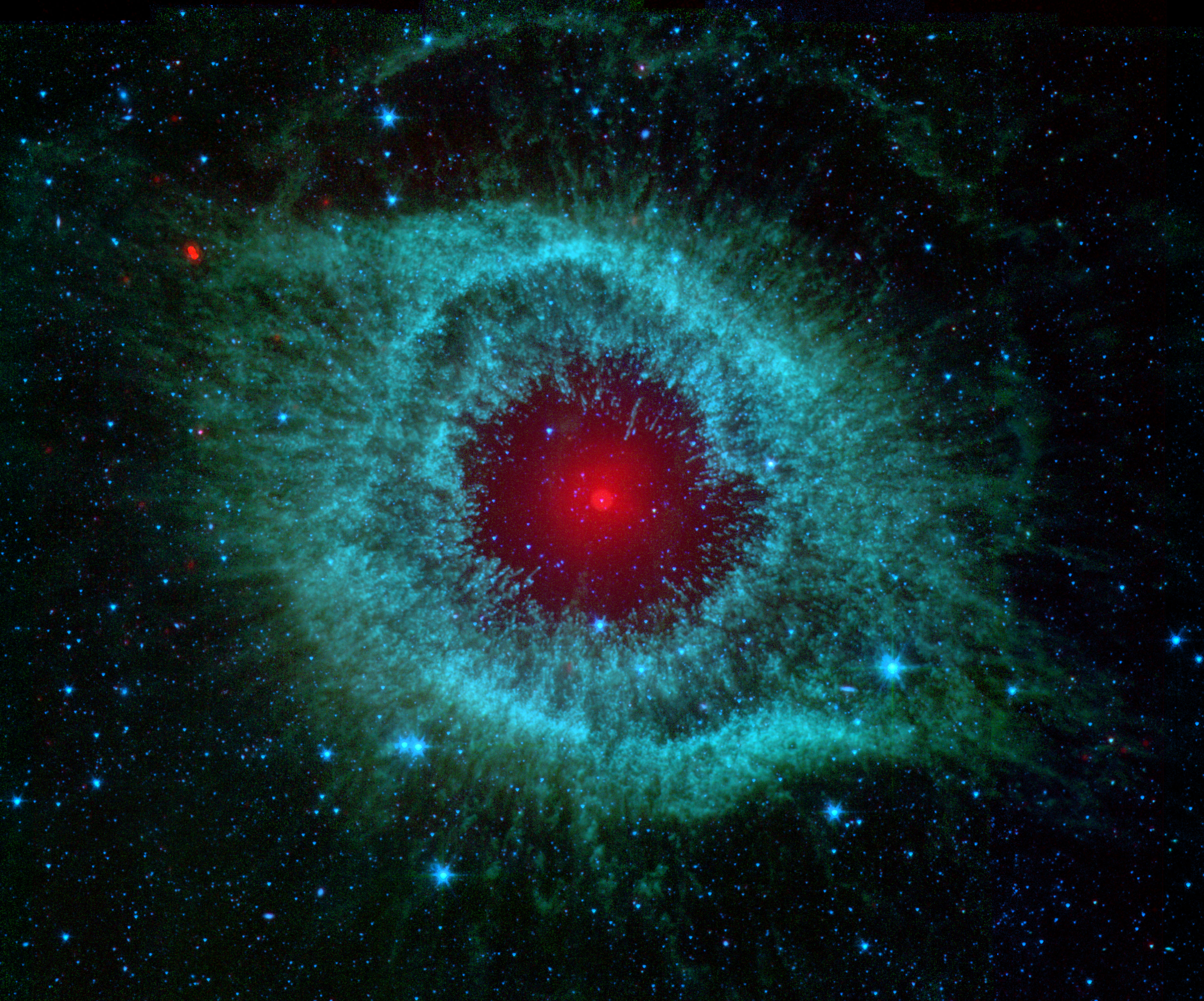
La Nebulosa Helix tiene una nube cometaria de Oort

Los cometas, o sus precursores, se formaron en el Sistema Solar exterior, posiblemente millones de años antes de la formación de los planetas. Se debate cómo y cuándo se formaron los cometas, con distintas implicaciones para la formación, la dinámica y la geología del Sistema Solar. Las simulaciones tridimensionales por computadora indican que las principales características estructurales observadas en los núcleos de los cometas pueden explicarse por la acreción por pares de cometesimales débiles a baja velocidad. El mecanismo de creación actualmente favorecido es el de la hipótesis nebular, que afirma que los cometas son probablemente un remanente de los "bloques de construcción" planetesimales originales a partir de los cuales crecieron los planetas.
Los astrónomos piensan que los cometas se originan en la nube de Oort, el disco disperso, y el cinturón principal exterior.

## Tamaño

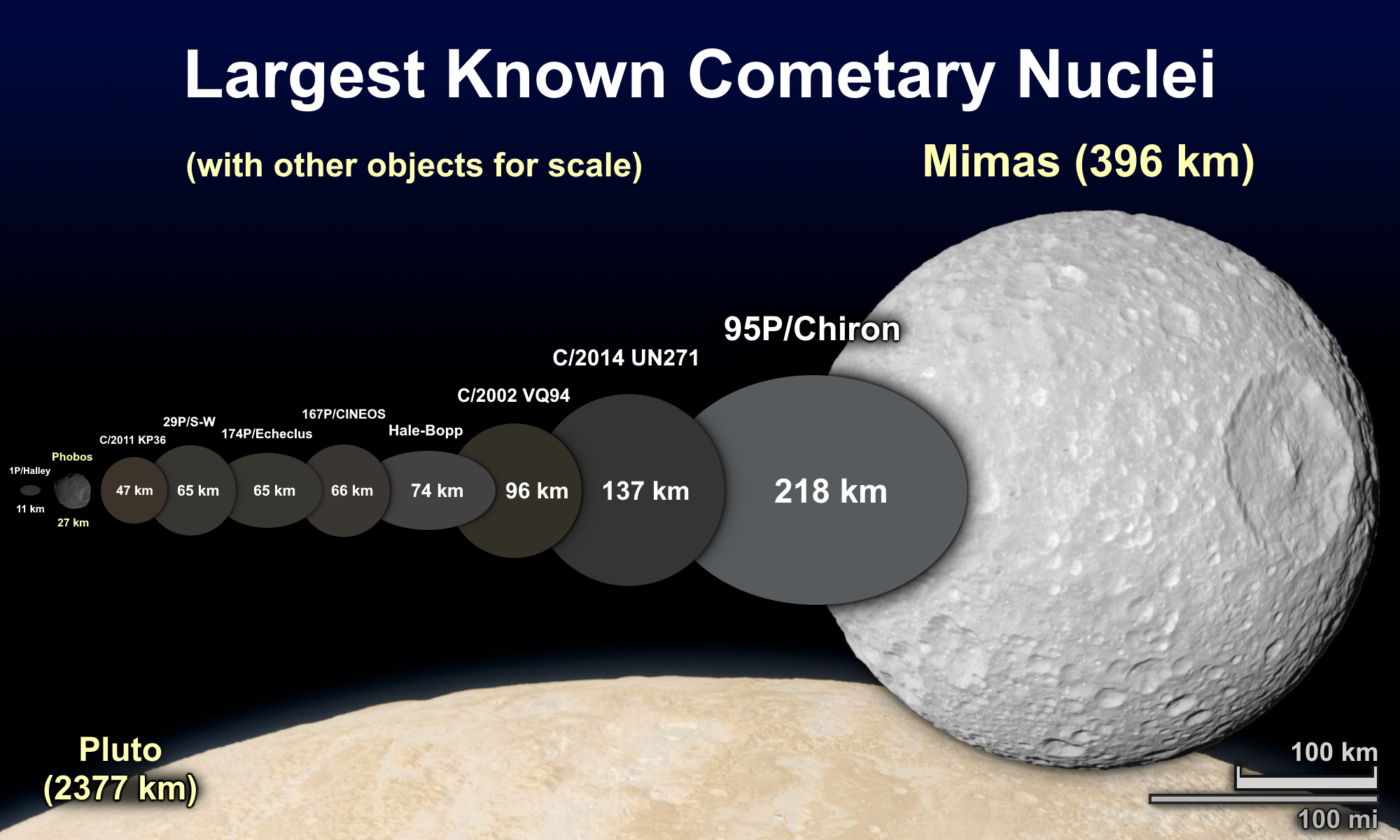
Comparación de tamaño y color de los cometas más grandes conocidos, incluido el planeta enano Plutón y los satélites naturales Mimas y Fobos a escala.

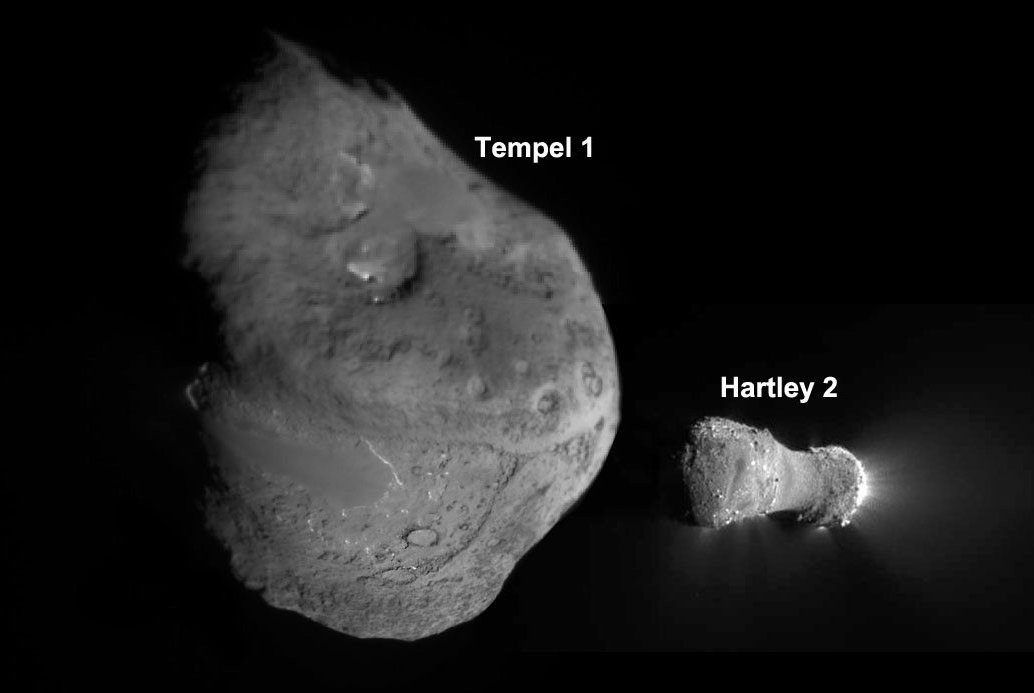
Tempel 1 y Hartley 2 comparados

Se cree que la mayoría de los núcleos de los cometas no tienen más de unos 16 kilómetros de diámetro. Los cometas más grandes que han entrado en la órbita de Saturno son 95P/Quirón (≈200 km), C/2002 VQ94 (LINEAL) (≈100 km), Cometa de 1729 (≈100 km), Hale-Bopp (≈60 kilómetros), 29P (≈60 km), 109P/Swift-Tuttle (≈26 km), y 28P/Neujmin (≈21 kilómetros).
El núcleo con forma de patata del cometa Halley (15 × 8 × 8 km) contiene cantidades iguales de hielo y polvo.
Durante un sobrevuelo en septiembre de 2001, la nave espacial Deep Space 1 observó el núcleo del cometa Borrelly y descubrió que tenía aproximadamente la mitad de tamaño (8×4×4 km) del núcleo del cometa Halley. El núcleo de Borrelly también tenía forma de patata y tenía una superficie de color negro oscuro. Al igual que el cometa Halley, el cometa Borrelly sólo liberó gas desde pequeñas áreas donde los agujeros en la corteza exponían el hielo a la luz solar.

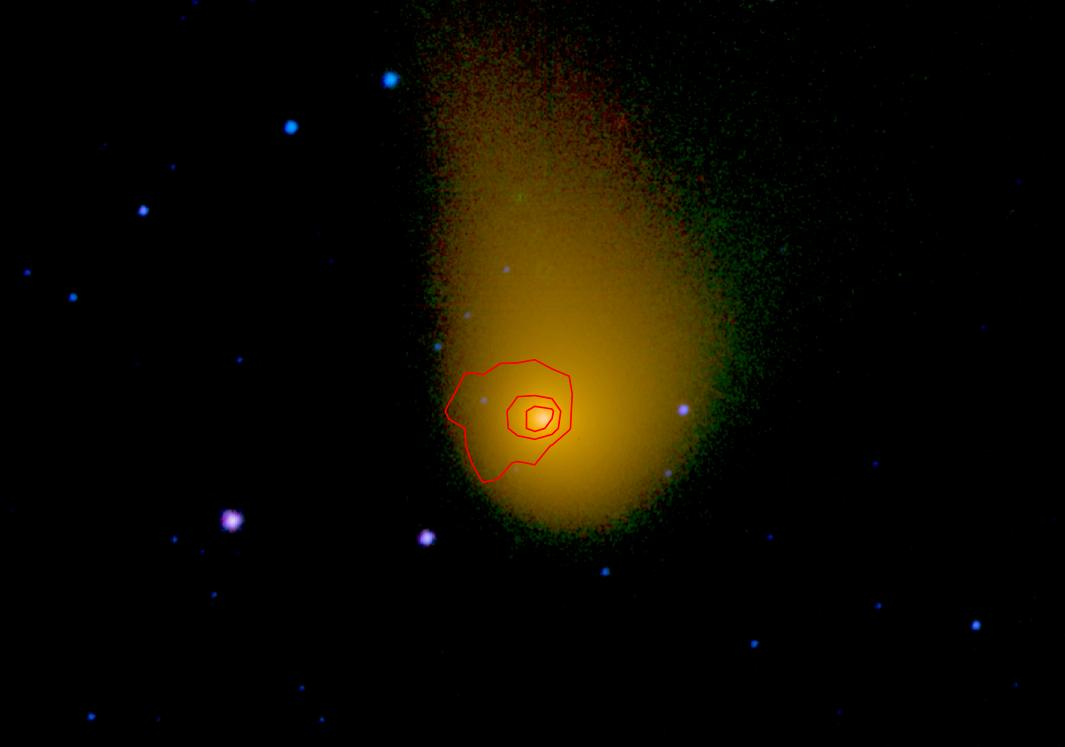
C/2006 W3 (Chistensen); emisión de gas carbónico.

Se estimó que el núcleo del cometa Hale-Bopp tenía 60 ± 20 kilómetros de diámetro. Hale-Bopp parecía brillante a simple vista porque su núcleo inusualmente grande desprendía una gran cantidad de polvo y gas.
El núcleo de P/2007 R5 probablemente tenga sólo entre 100 y 200 metros de diámetro.
Se estima que los centauros más grandes (inestables, que cruzan planetas, asteroides helados) son 250 kilómetros a 300 kilómetros de diámetro. Tres de los más grandes incluirían (10199) Cariclo (258 km), (2060) Quirón (230 km), y (523727) 2014 NW65 (≈220 kilómetros).
Se ha estimado que los cometas conocidos tienen una densidad media de 0,6 g/cm³. A continuación se muestra una lista de cometas cuyos tamaños, densidades y masas se han estimado.
| Nombre                    | Dimensiones (km)       | Densidad (g/cm³) | Masa (kg)      |
| ------------------------- | ---------------------- | ---------------- | -------------- |
| Cometa Halley             | 15 × 8 × 8             | 0,6              | 3 ×1014        |
| Tempel 1                  | 7,6×4,9                | 0,62             | 7,9 ×1013      |
| 19P/Borrelly              | 8×4×4                  | 0,3              | 2 ×1013        |
| 81P/Wild                  | 5,5×4,0×3,3            | 0,6              | 2,3 ×1013      |
| 67P/Churyumov-Gerasimenko | Ver artículo sobre 67P | 0,4              | (1.0±0.1)×1013 |

## Composición
Alguna vez se pensó que el hielo de agua era el constituyente predominante del núcleo. En el modelo de bola de nieve sucia, el polvo se expulsa cuando el hielo retrocede. Con base en esto, alrededor del 80 % del núcleo del cometa Halley sería hielo de agua, y el monóxido de carbono (CO) congelado constituye otro 15 %. Gran parte del resto es dióxido de carbono, metano y amoníaco congelados. Los científicos creen que otros cometas son químicamente similares al cometa Halley. El núcleo del cometa Halley también es de un negro extremadamente oscuro. Los científicos creen que la superficie del cometa, y quizás la de la mayoría de los demás cometas, está cubierta por una costra negra de polvo y roca que cubre la mayor parte del hielo. Estos cometas liberan gas sólo cuando los agujeros de esta corteza giran hacia el Sol, exponiendo el hielo interior a la cálida luz del sol.
Esta suposición demostró ser ingenua, empezando por Halley. La composición del coma no representa la composición del núcleo, ya que la actividad selecciona volátiles y refractarios, incluidas fracciones orgánicas pesadas. Nuestra comprensión ha evolucionado más hacia el rock; estimaciones recientes muestran que el agua es quizás sólo el 20-30 % de la masa en los núcleos típicos. En cambio, los cometas son predominantemente materiales y minerales orgánicos. Los datos de Churyumov-Gerasimenko y Arrokoth, y los experimentos de laboratorio sobre acreción, sugieren que es posible que no sean posibles proporciones de refractarios a hielo inferiores a 1.
La composición del vapor de agua del cometa Churyumov-Gerasimenko, determinada por la misión Rosetta, es sustancialmente diferente de la encontrada en la Tierra. Se determinó que la proporción de deuterio a hidrógeno en el agua del cometa era tres veces mayor que la encontrada en el agua terrestre. Esto hace que sea poco probable que el agua de la Tierra proceda de cometas como Churyumov-Gerasimenko.

### Orgánicos
"Carbono faltante"

## Estructura

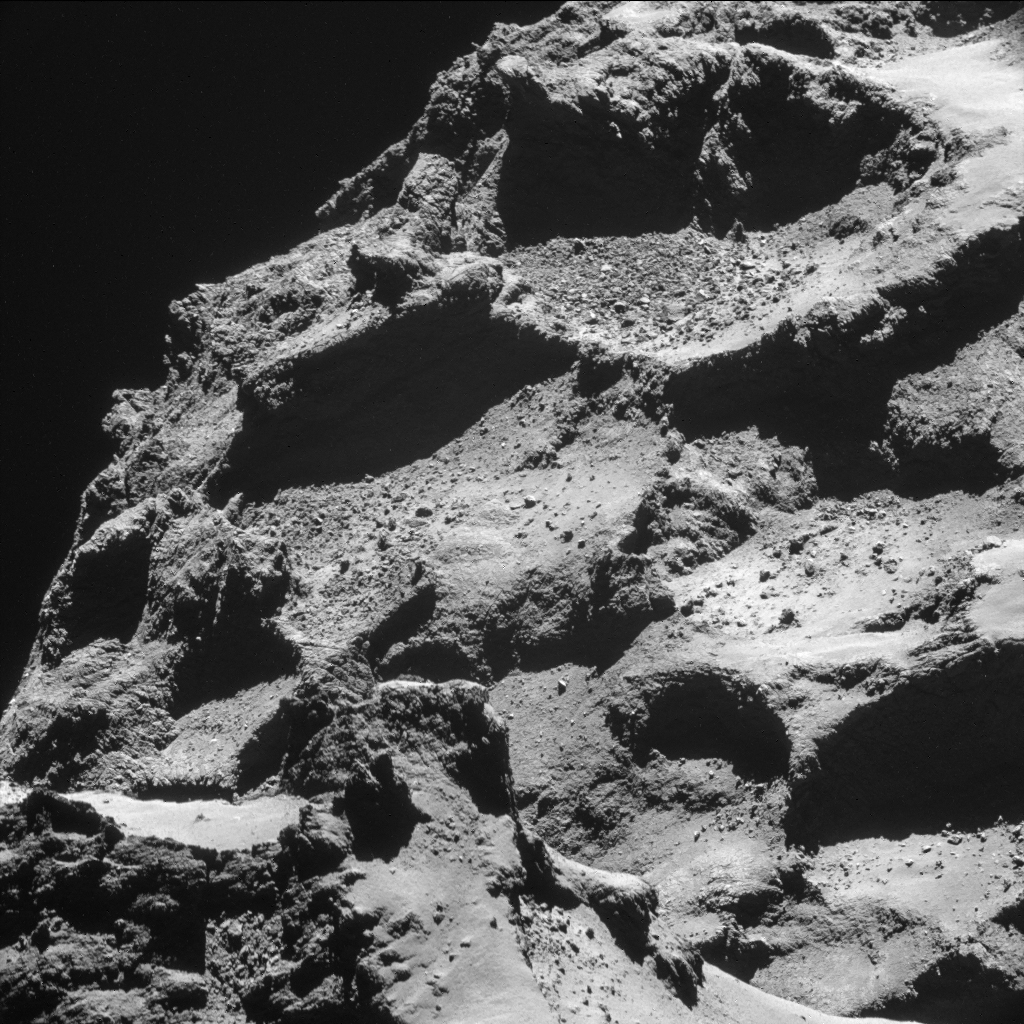
Superficie del núcleo del cometa 67P desde 10 km de distancia vista por la nave espacial Rosetta

En el cometa 67P/Churyumov-Gerasimenko, parte del vapor de agua resultante puede escapar del núcleo, pero el 80 % se recondensa en capas debajo de la superficie. Esta observación implica que las delgadas capas ricas en hielo expuestas cerca de la superficie pueden ser una consecuencia de la actividad y evolución del cometa, y que la estratificación global no necesariamente ocurre temprano en la historia de formación del cometa.

Fragmento B del cometa 73P/Schwassmann-Wachmann 3 desintegrándose, visto por el Telescopio Espacial Hubble

Las mediciones efectuadas por el módulo de aterrizaje Philae en el cometa 67P/Churyumov-Gerasimenko sugieren que la capa de polvo podría alcanzar un espesor de hasta 20 cm. En las profundidades se encuentra una capa de hielo sólido o una combinación de hielo y polvo. La porosidad parece aumentar hacia el centro del cometa. Mientras que la mayoría de los científicos pensaban que toda la evidencia indicaba que la estructura de los núcleos de los cometas son montones de escombros procesados de planetesimales de hielo más pequeños de una generación anterior, la misión Rosetta disipó la idea de que los cometas son "montones de escombros" de material dispar. La misión Rosetta indicó que los cometas pueden ser "montones de escombros" de material dispar. Los datos no fueron concluyentes sobre el entorno de colisión durante la formación y inmediatamente después.

### Terrible
El centro de ciertos cometas puede ser delicado, una inferencia respaldada por la observación de cometas fragmentándose. Los cometas divididos incluyen 3D/Biela en 1846, Shoemaker-Levy 9 en 1992, y 73P/Schwassmann-Wachmann de 1995 a 2006. El historiador griego Éforo de Cime informó que un cometa se partió en el invierno del 372-373 a. C. Se sospecha que los cometas se dividen debido al estrés térmico, la presión interna del gas o el impacto.
Los cometas 42P/Neujmin y 53P/Van Biesbroeck parecen ser partes desprendidas de un cometa progenitor. Los cálculos numéricos han revelado que ambos cometas se aproximaron considerablemente a Júpiter en enero de 1850 y que, previo a dicho año, sus órbitas eran prácticamente idénticas.

## Albedo
Los núcleos de los cometas se encuentran entre los objetos más oscuros que se sabe que existen en el Sistema Solar. La sonda Giotto descubrió que el núcleo del cometa Halley refleja aproximadamente el 4 % de la luz que incide sobre él, y Deep Space 1 descubrió que la superficie del cometa Borrelly refleja sólo entre el 2,5 y el 3,0 % de la luz que incide sobre él; en comparación, el asfalto fresco refleja el 7 % de la luz que incide sobre él. Se cree que los compuestos orgánicos complejos son el material de la superficie oscura. El calentamiento solar expulsa los compuestos volátiles dejando atrás sustancias orgánicas pesadas de cadena larga que tienden a ser muy oscuras, como el alquitrán o el petróleo crudo. La misma oscuridad de las superficies de los cometas les permite absorber el calor necesario para impulsar su desgasificación.
Se cree que aproximadamente el 6 % de los asteroides cercanos a la Tierra son núcleos de cometas extintos (ver Cometa extinto), que ya no experimentan desgasificación. Dos asteroides cercanos a la Tierra con albedos tan bajos incluyen 14827 Hypnos y (3552) Don Quixote.

## Descubrimiento y exploración
La primera misión relativamente cercana al núcleo de un cometa fue la sonda espacial Giotto. Esta fue la primera vez que se obtuvieron imágenes de un núcleo a tal proximidad, llegando tan cerca como 596 km. Los datos fueron una revelación, ya que mostraron por primera vez los chorros, la superficie de bajo albedo y los compuestos orgánicos.
Durante su sobrevuelo, Giotto fue alcanzado al menos 12.000 veces por partículas, incluido un fragmento de 1 gramo que provocó una pérdida temporal de comunicación con Darmstadt. Se calculó que Halley expulsaba tres toneladas de material por segundo de siete chorros, lo que hacía que se tambaleara durante largos períodos de tiempo. El núcleo del cometa Grigg-Skjellerup fue visitado después de Halley, con Giotto acercándose a 100-200 km.
Los resultados de las naves espaciales Rosetta y Philae muestran que el núcleo de 67P/Churyumov-Gerasimenko no tiene campo magnético, lo que sugiere que el magnetismo puede no haber desempeñado un papel en la formación temprana de los planetesimales. Además, el espectrógrafo ALICE de Rosetta determinó que los electrones (dentro de 1 km encima del núcleo del cometa) producidos a partir de la fotoionización de moléculas de agua por la radiación solar, y no los fotones del Sol como se pensaba antes, son responsables de la degradación de las moléculas de agua y dióxido de carbono liberadas desde el núcleo del cometa hacia su coma.
|                      |                   |                             |                   |                       |            |
| Tempel 1 Deep Impact | Tempel 1 Stardust | 19P/Borrelly Deep Space 1 1 | 81P/Wild Stardust | Hartley 2 Deep Impact | CG Rosetta |

Los cometas ya visitados son:
- Cometa Halley
- 26P/Grigg-Skjellerup
- 9P/Tempel 1 (también golpeado con impactador)
- 19P/Borrelly
- 81P/Wild
- 103P/Hartley
- C/2013 A1: encuentro no planificado con una nave espacial a Marte
- 67P/Churyumov-Gerasimenko (también aterrizó en)